# Liste des localités transylvaines ayant des églises fortifiées
Voici la liste (incomplète) des localités transylvaines saxonnes et sicules où l'on trouve des églises fortifiées.

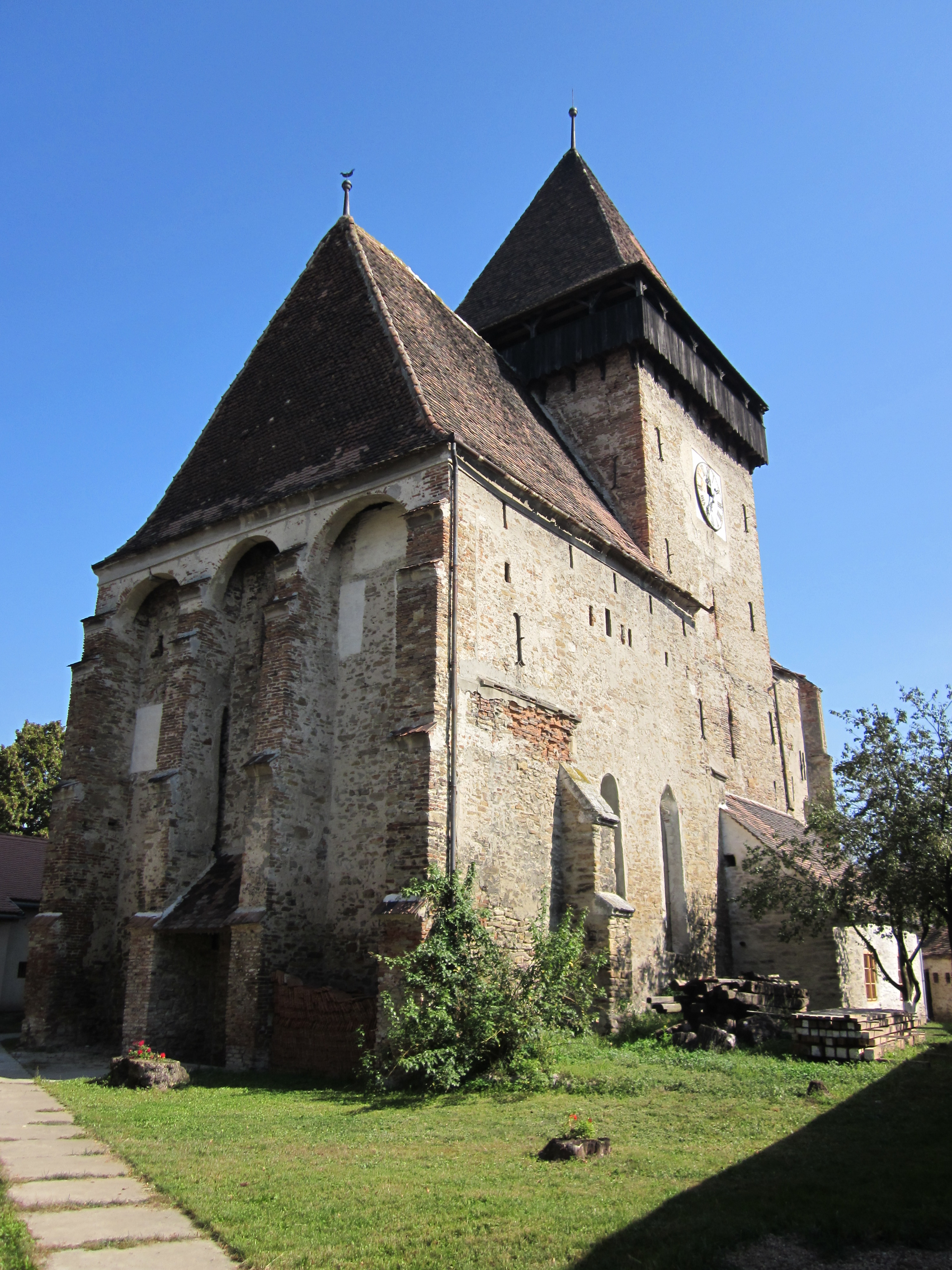
Église fortifiée de Axente Sever.

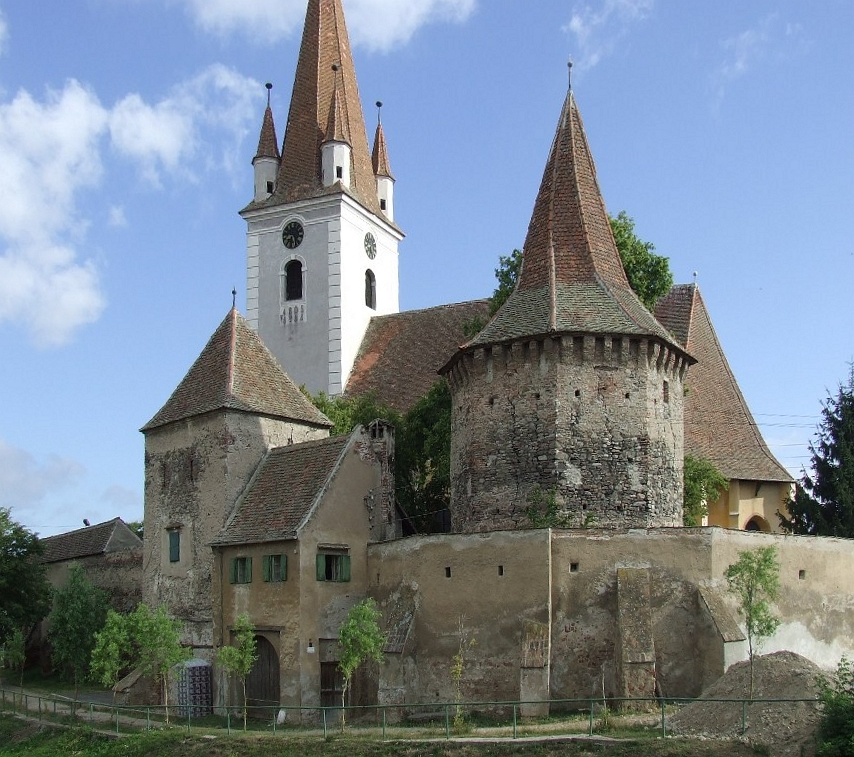
Église fortifiée de Cristian.

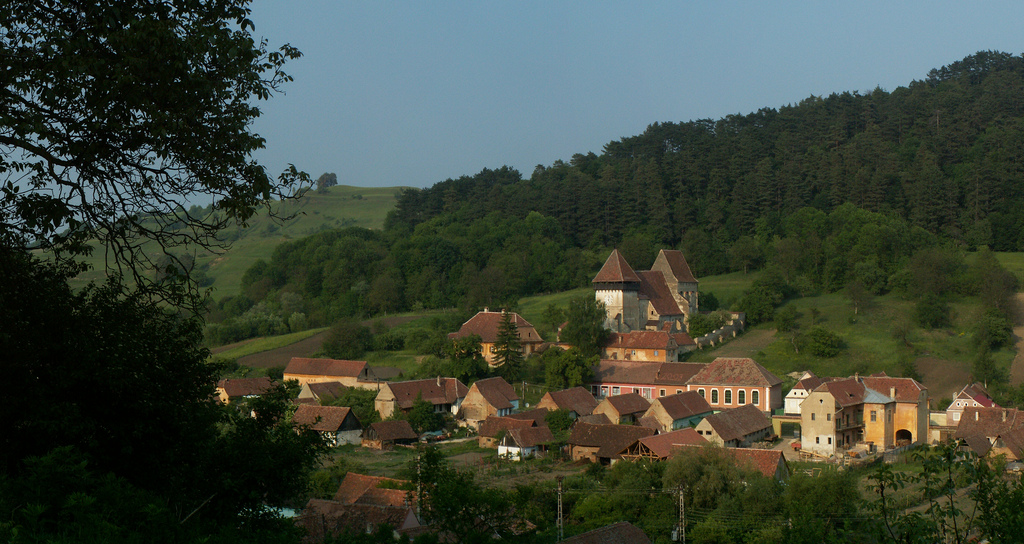
Église fortifiée de Copșa Mare.

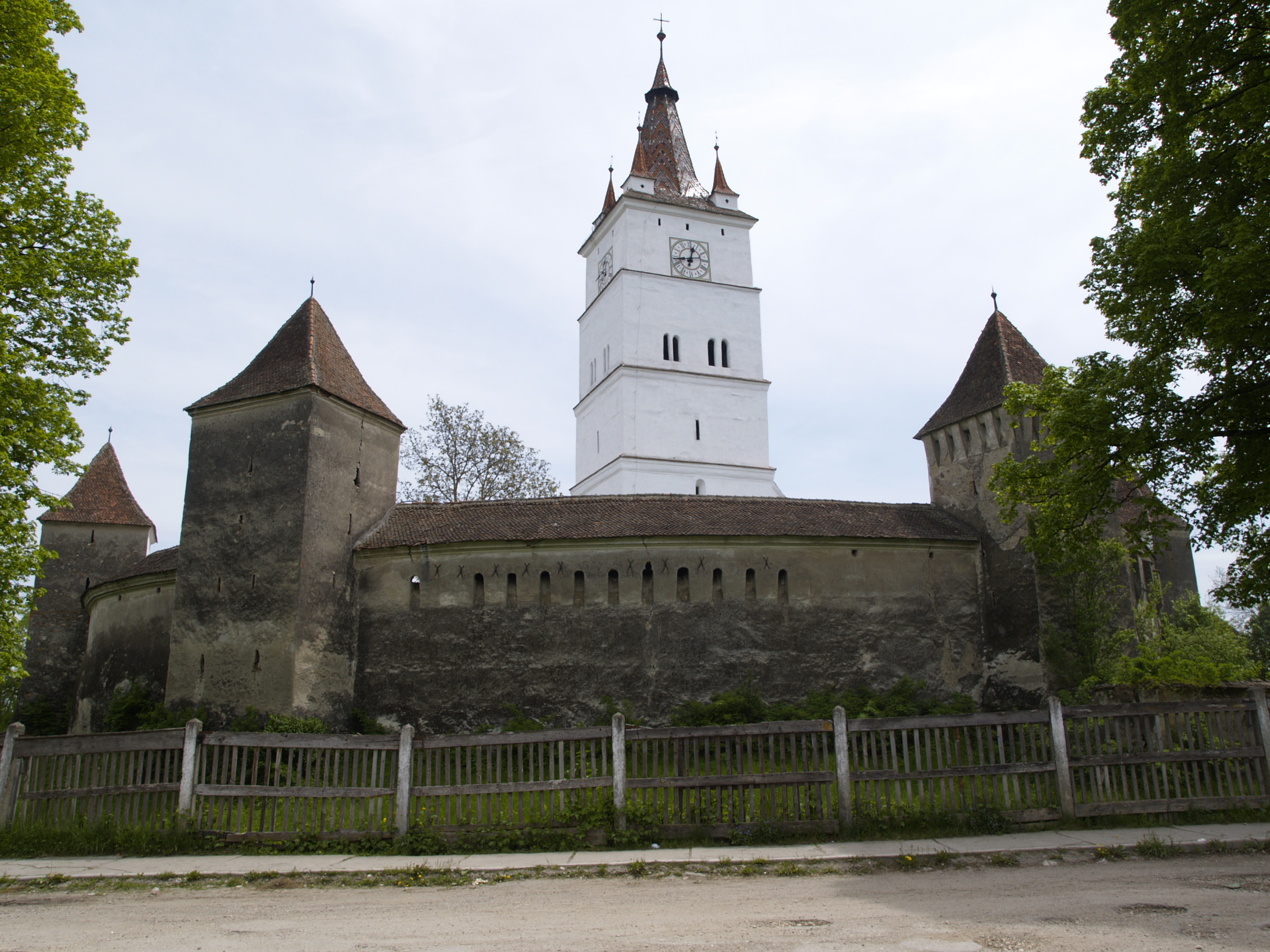
Église fortifiée de Hărman.

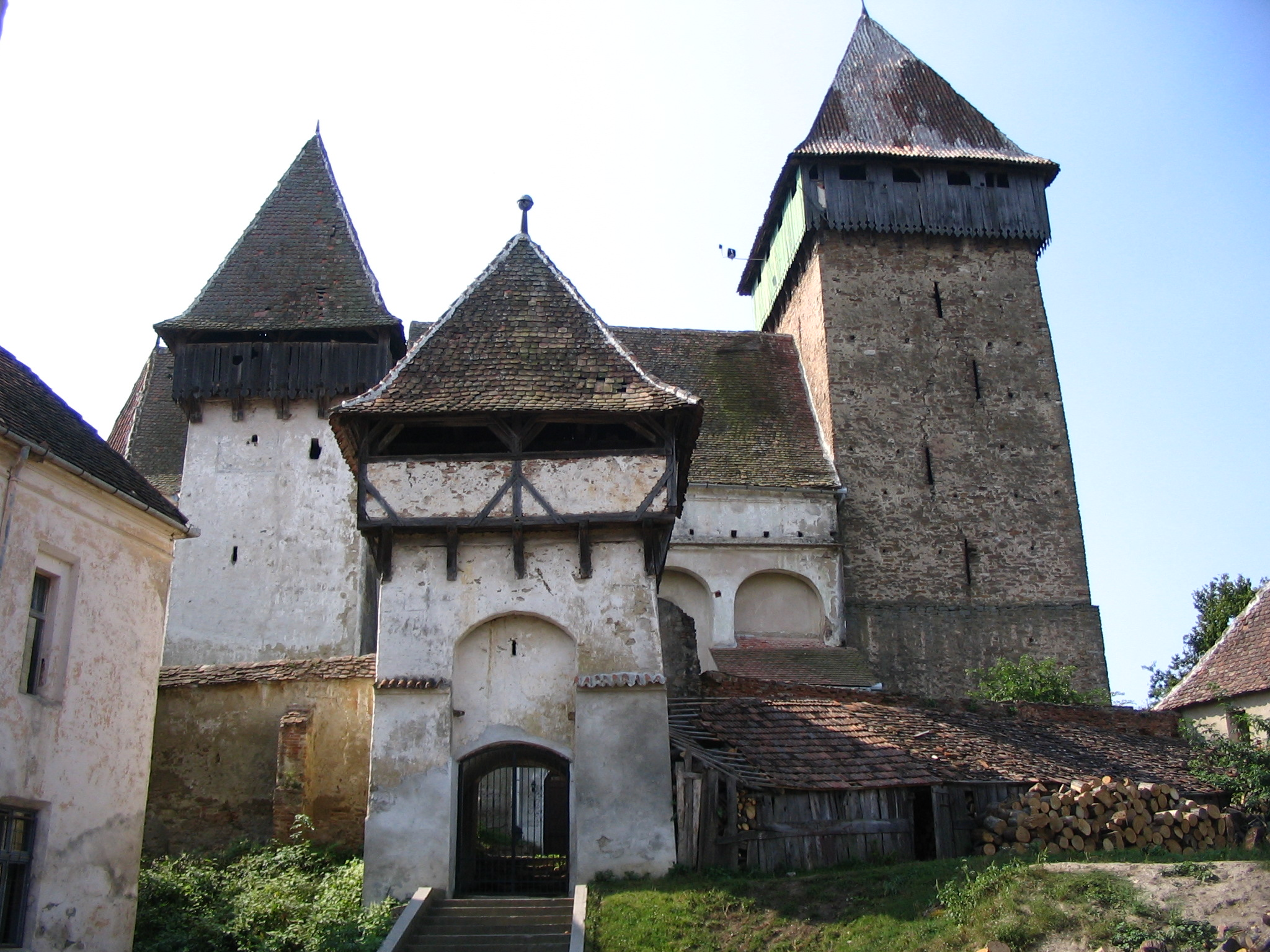
Église fortifiée de Iacobeni.

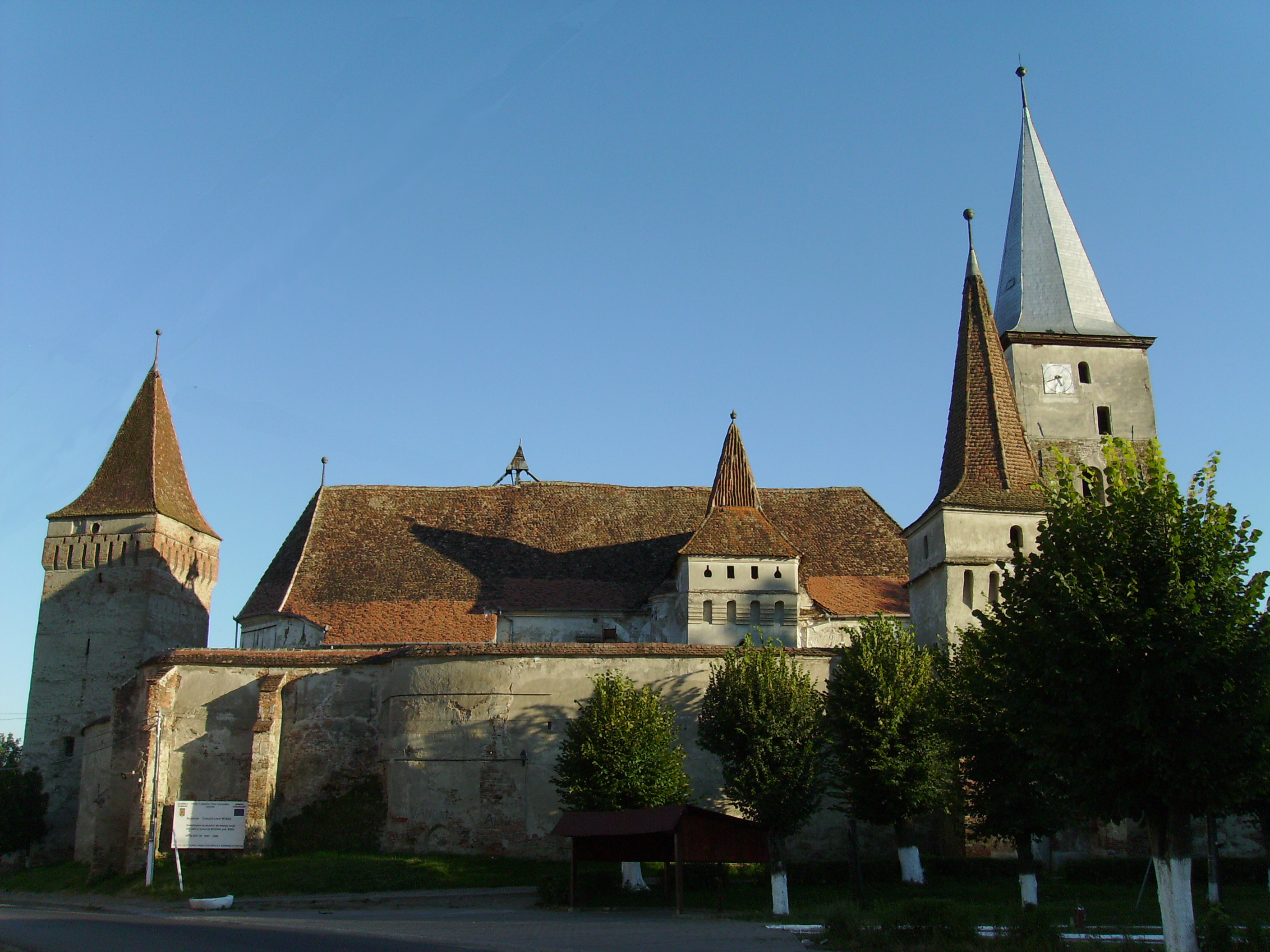
Église fortifiée de Moșna.

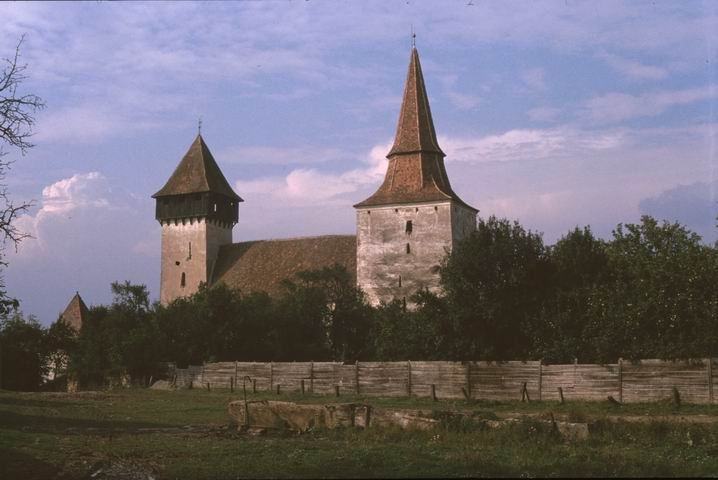
Église fortifiée de Movile.

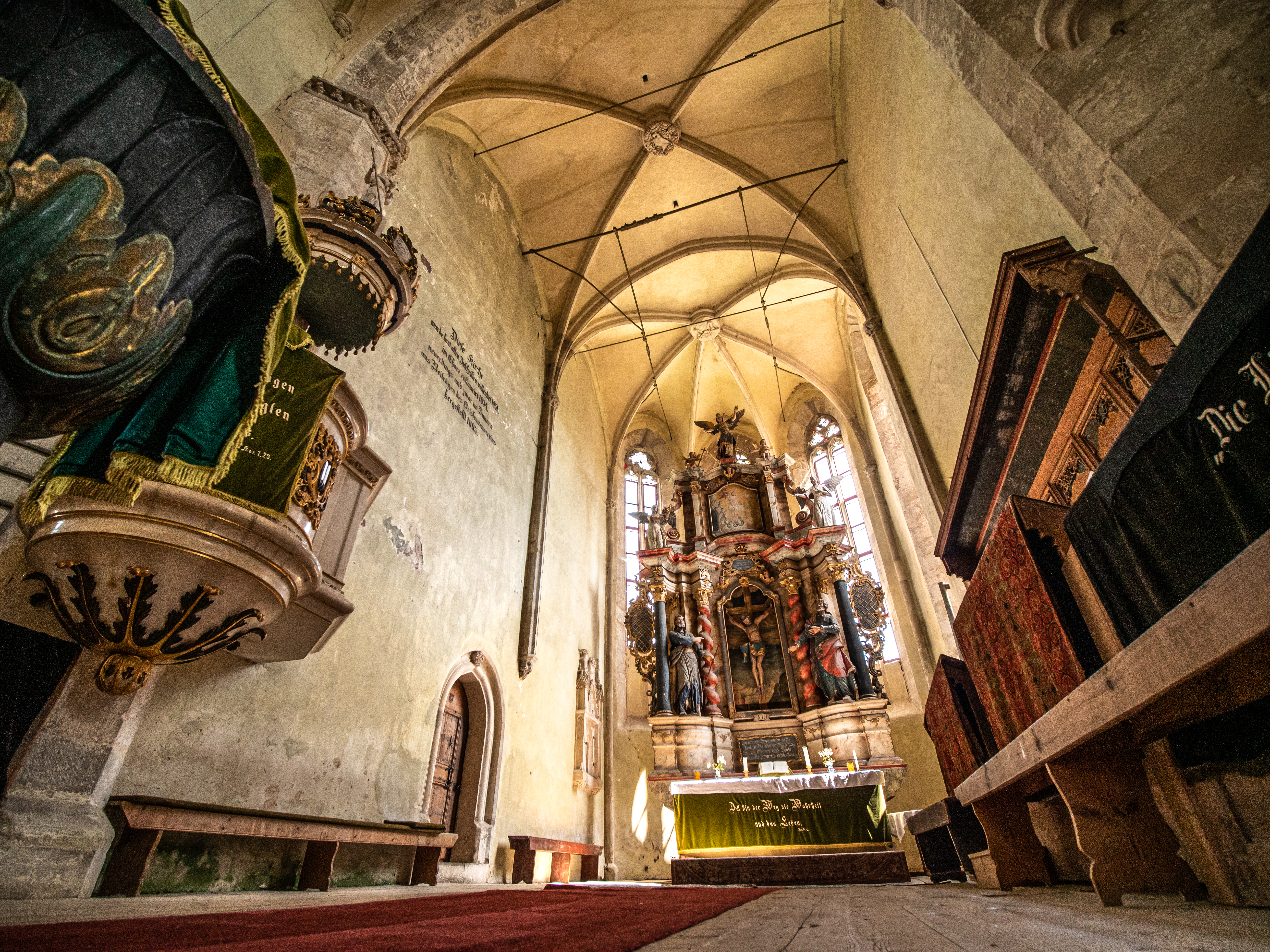
Dans l'église fortifiée de Richiș, vers Sibiu. Aout 2020.

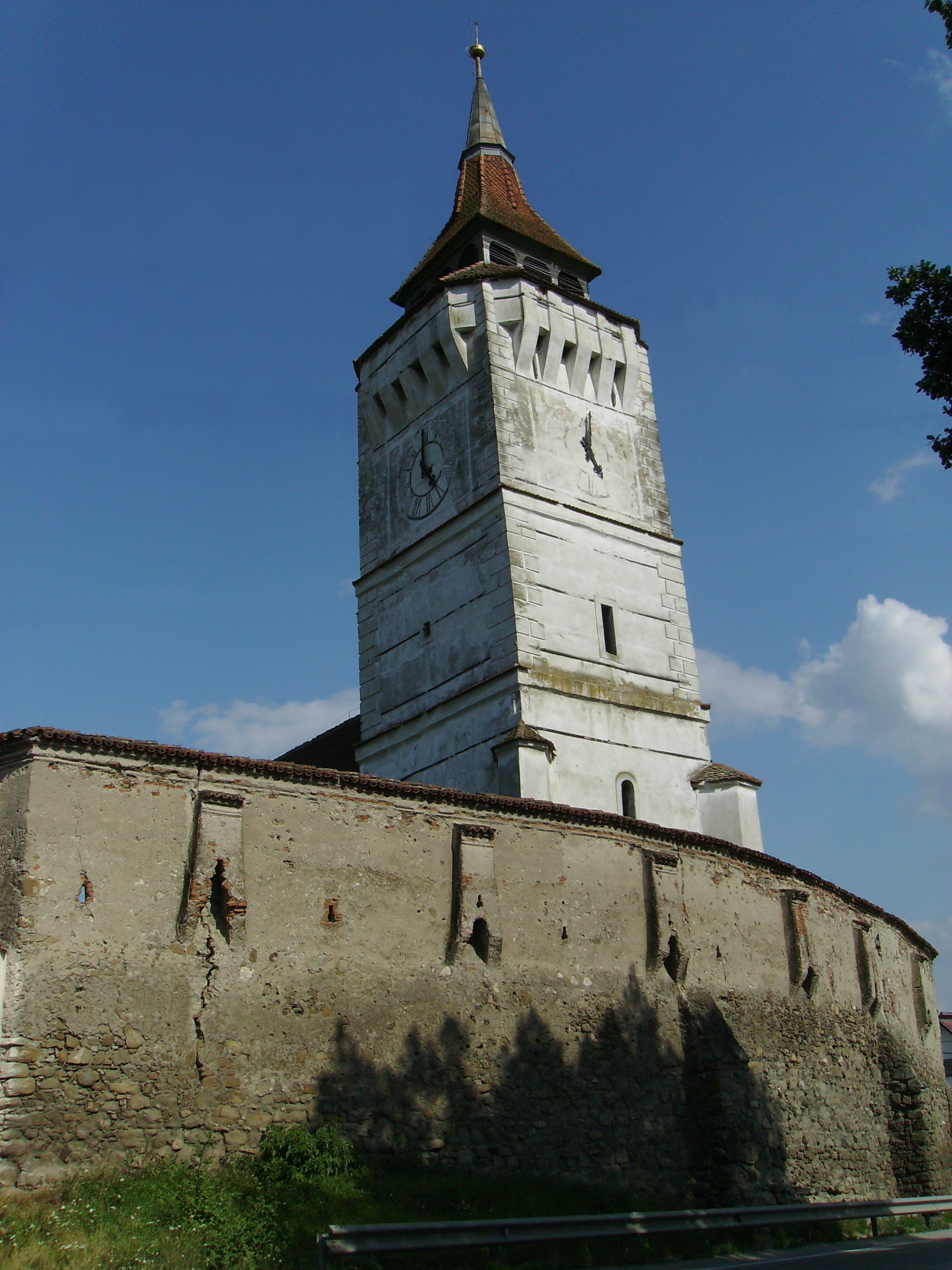
Église fortifiée de Rotbav.

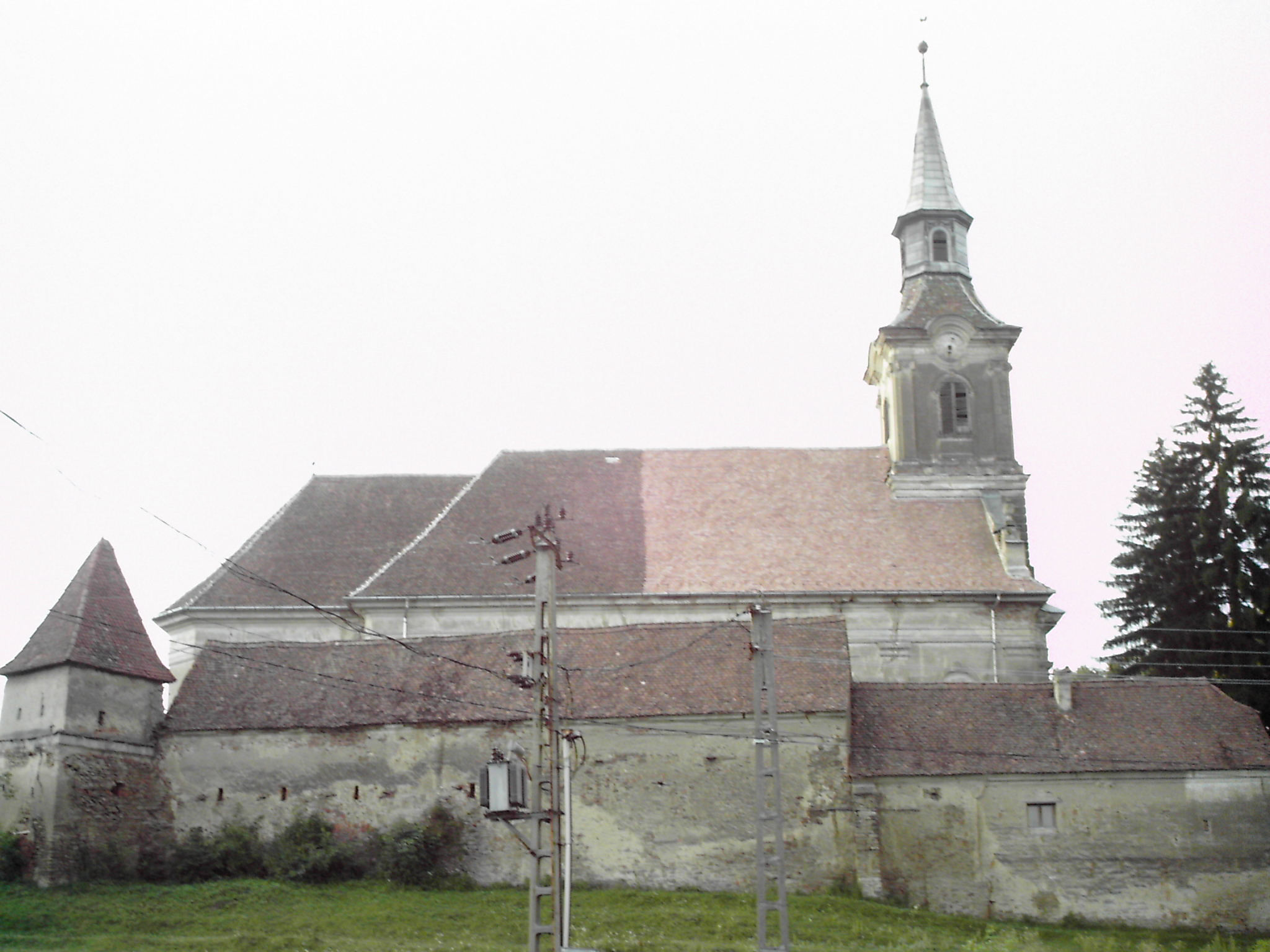
Église fortifiée de Șaeș.

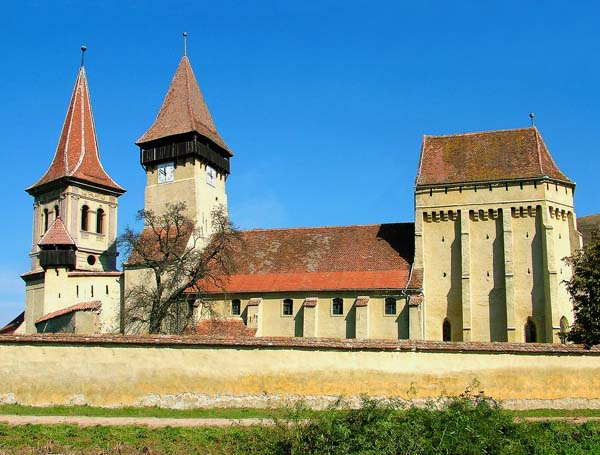
Église fortifiée de Șeica Mică.

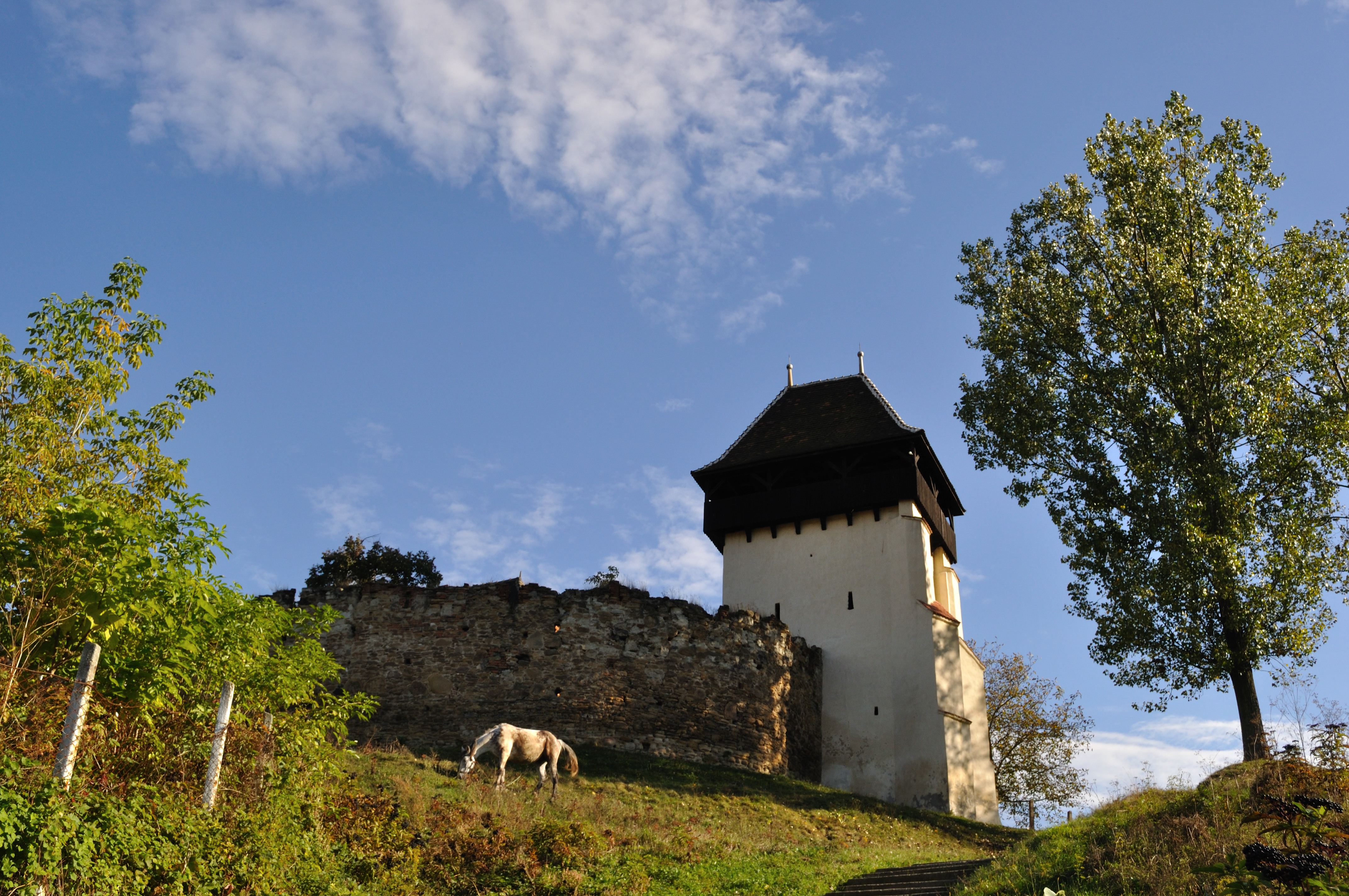
Église fortifiée de Țapu.

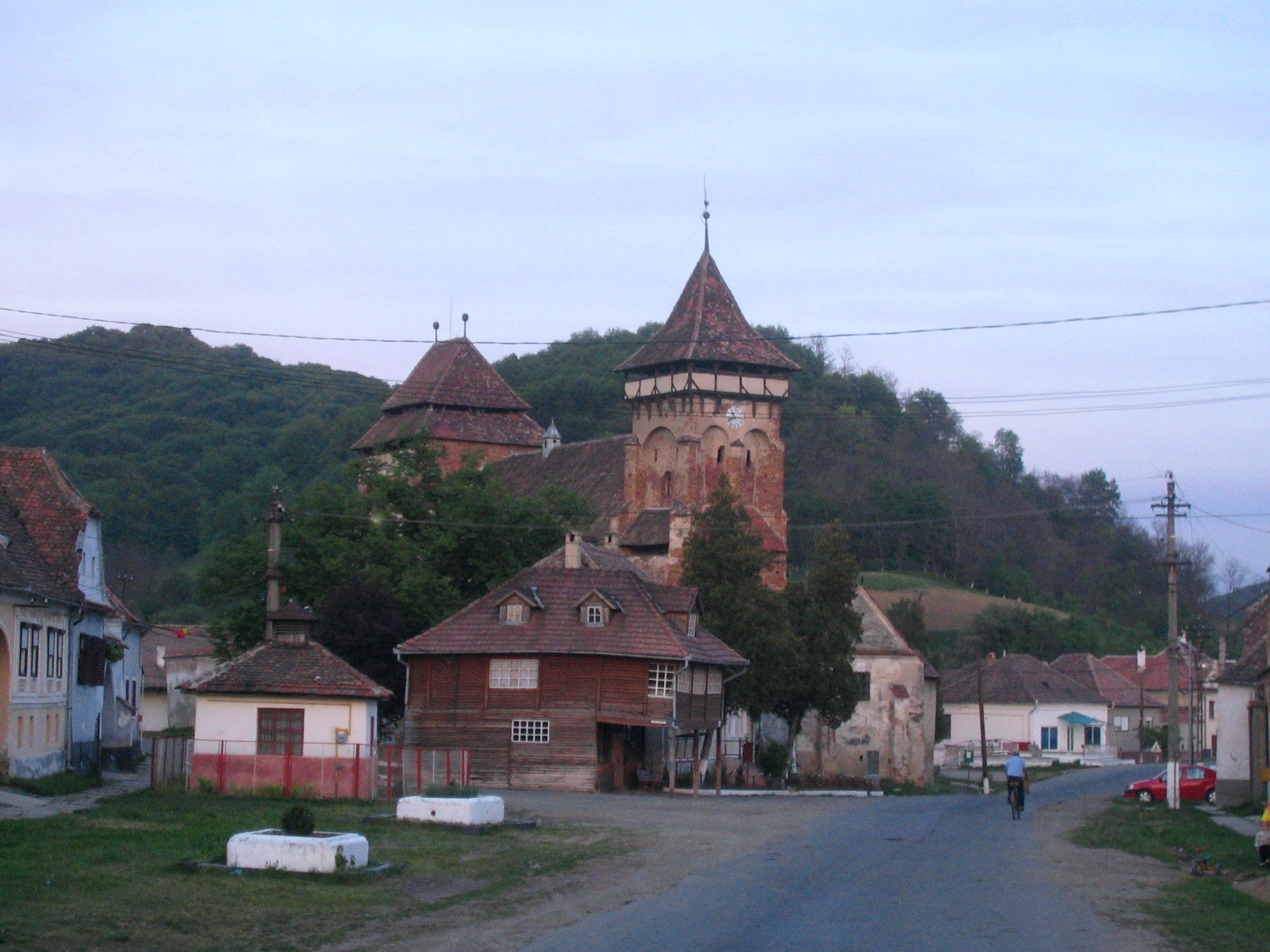
Église fortifiée de Valea Viilor.

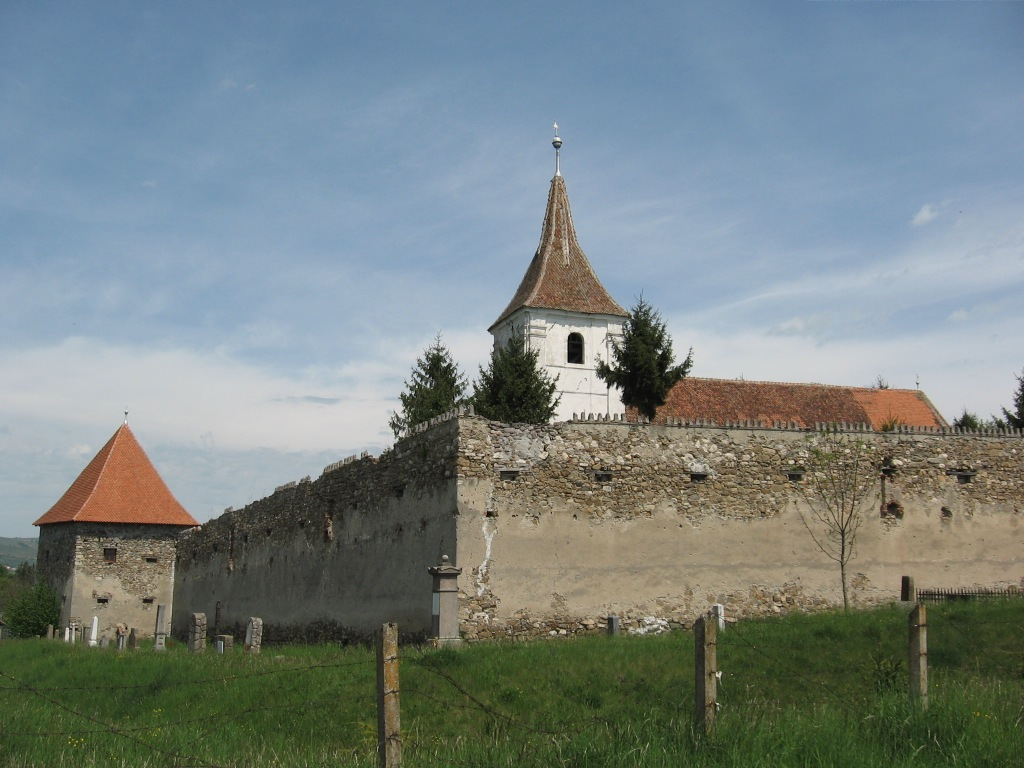
Église fortifiée de Aita Mare (Nagyajta).

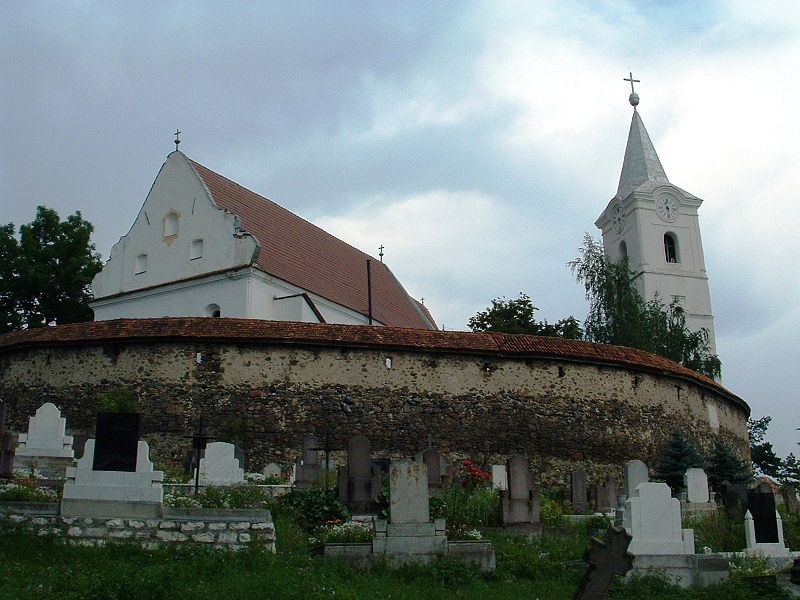
Église fortifiée de Cârța (Karcfalva).

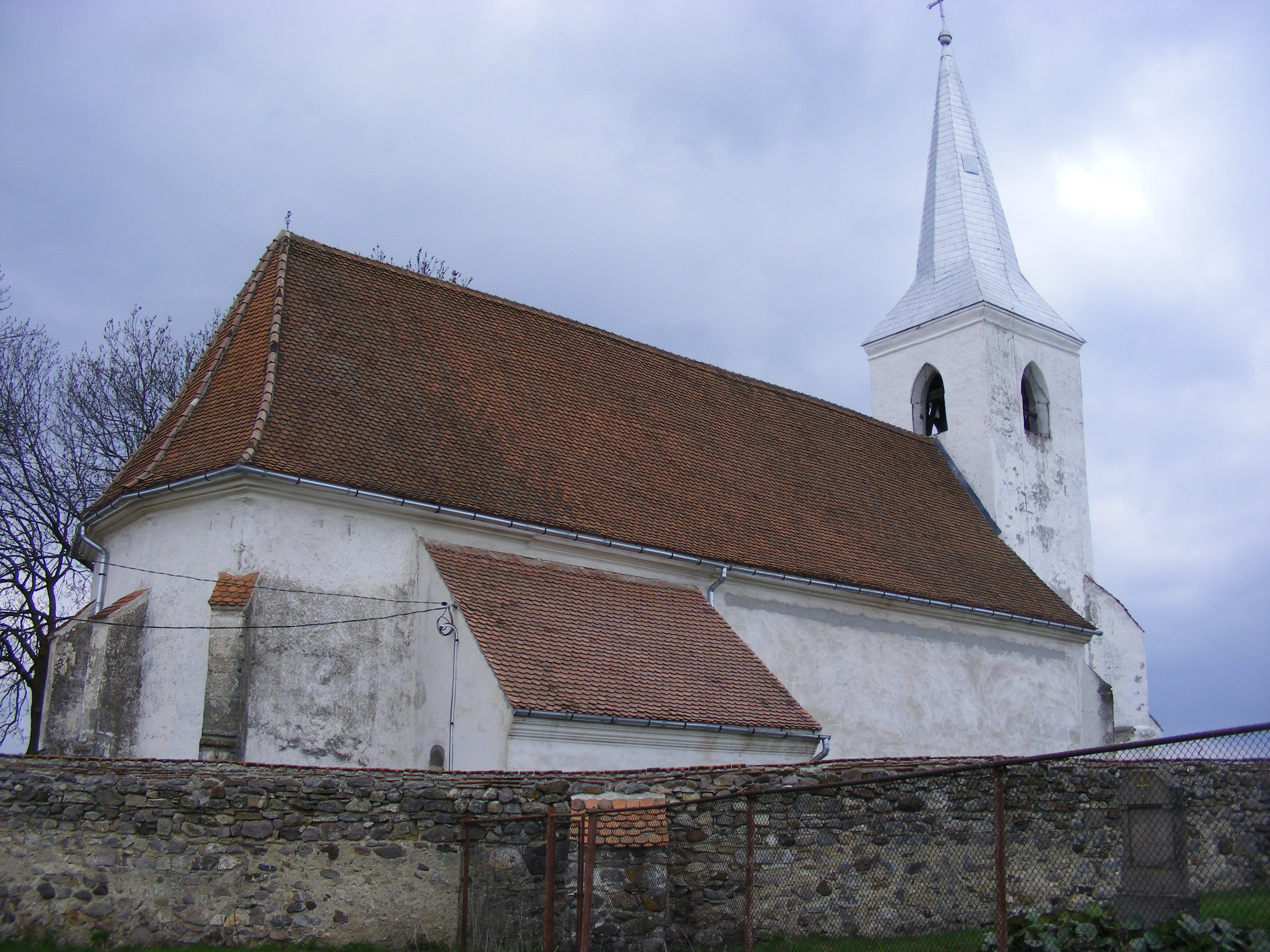
Église fortifiée de Delnița (Csíkdelne).

## Liste des localitéssaxonnes
1. Agârbiciu
2. Agnita
3. Alma Vii (en allemand : Almen, en hongrois: Szászalmád) est une localité du județ de Sibiu, Transylvanie, Roumanie, mentionnée la première fois en 1289 dans le document „Herritus de Alma sacerdotes“.
4. Alțâna
5. Amnaș
6. Apold
7. Archita - village de la commune de Vânători
8. Ațel
9. Avrig
10. Axente Sever
11. Băgaciu
12. Bărcuț
13. Bazna
14. Beia
15. Biertan
16. Bod
17. Boian
18. Bradu
19. Brateiu
20. Brădeni
21. Bruiu
22. Bunești
23. Buzd
24. Câlnic
25. Cața
26. Cenade
27. Chirpăr
28. Cincșor (en allemand Kleinschenk).
29. Cincu
30. Cisnădie
31. Cisnădioara
32. Cloașterf - village de la commune de Saschiz
33. Codlea (en allemand : Zeiden)
34. Copșa Mare
35. Cricău
36. Cristian
37. Cristian
38. Criț
39. Curciu
40. Dacia
41. Daia - village de la commune de Apold
42. Daia
43. Daneș
44. Dârlos
45. Dealu Frumos
46. Dobârca
47. Drăușeni
48. Dupuș
49. Feldioara
50. Felmer
51. Fișer
52. Gherdeal
53. Ghimbav
54. Gușterița
55. Hamba
56. Hălchiu
57. Hărman (en allemand Honigberg, en hongrois Szászharmány)
58. Hetiur - commune faisant partie de la ville de Sighișoara
59. Homorod
60. Hosman
61. Iacobeni
62. Ighișu Nou
63. Jimbor
64. Laslea
65. Măieruș
66. Mălâncrav
67. Marpod
68. Mediaș
69. Mercheașa
70. Merghindeal
71. Meșendorf (en allemand Meschendorf)
72. Metiș
73. Micăsasa
74. Miercurea Sibiului (en allemand Reußmarkt, en hongrois Szerdahely)
75. Moardăș
76. Moșna (en allemand Meschen)
77. Motiș
78. Movile
79. Netuș
80. Nocrich
81. Noiștat
82. Ocna Sibiului
83. Orăștie
84. Pelișor
85. Prejmer
86. Racoș
87. Râșnov
88. Richiș
89. Roadeș
90. Rodbav
91. Roșia
92. Rotbav
93. Ruja
94. Ruși
95. Sânpetru
96. Sântimbru
97. Saschiz
98. Seliștat
99. Slimnic
100. Stejărișu
101. Șaeș - village de la commune de Apold
102. Șard
103. Șaroș pe Târnave
104. Șeica Mare
105. Șeica Mică
106. Șoala
107. Șoarș
108. Șomartin
109. Șura Mare
110. Șura Mică
111. Tălmaciu
112. Țapu
113. Toarcla
114. Ungra
115. Valchid
116. Valea Viilor
117. Velț
118. Veseud
119. Viscri
120. Vulcan
121. Vulcan - village de la commune de Apold
122. Vurpăr
123. Vurpăr

## Liste des localitéssicules
1. Aita Mare (Nagyajta)
2. Arcuș (Árkos)
3. Armășeni (Csíkménaság)
4. Baraolt (Barót)
5. Biborțeni (Bibarcfalva)
6. Bicfalău (Bikfalva)
7. Câlnic (Kálnok)
8. Catalina (Szentkatolna)
9. Cârța (Karcfalva)
10. Ciucsângeorgiu (Csíkszentgyörgy)
11. Dârjiu (Székelyderzs)
12. Delnița (Csíkdelne)
13. Ghidfalău (Gidófalva)
14. Ilieni (Illyefalva)
15. Lăzarea (Gyergyószárhegy)
16. Leliceni (Csíkszentlélek)
17. Misentea (Csíkmindszent)
18. Racu (Csíkrákos)
19. Sânzieni (Kézdiszentlélek)
20. Sfântu Gheorghe (Sepsiszentgyörgy)
21. Turia (Torja)
22. Zăbala (Zabola)